# FC Unterföhring
El FC Unterföhring es un equipo de fútbol de Alemania que juega en la Bayernliga Süd, una de las ligas regionales que conforman la quinta división de fútbol en el país.

## Historia
Fue fundado el 6 de marzo de 1927 en la ciudad de Unterföhring en el Estado de Baviera y en sus primeros años pasó dentro de las ligas aficionadas del Estado.
Fue hasta el año 2004 que empezó a figurar en el Estado al lograr en ascenso a la Bezirksoberliga, consiguiendo buenos resultados que lo llevaron en el año 2008 a la Landesliga (sexta división).
En el 2012 logra el ascenso a la Bayernliga por la expansión de la Oberliga,.  donde se mantuvo hasta la temporada 2016/17 luego de lograr en ascenso a la Regionalliga Bayern debido a que el SV Pullach declinó el ascenso.

## Palmarés
- Bezirksoberliga Oberbayern: 1

2010
- Bezirksliga Oberbayern-Nord: 1

2004

## Jugadores

### Jugadores destacados
- Martin Büchel